# Ex Pastificio Pantanella
L'ex pastificio Pantanella è un edificio di Roma situato in via dei Cerchi, nel rione Ripa, all'estremità nord-ovest del Circo Massimo, verso il Tevere.

## Storia
Fu costruito tra il 1878 e il 1881 per iniziativa di Michelangelo Pantanella per ospitare uffici e forni della "Società dei Molini e Pastificio Pantanella", che è stata la prima fabbrica di Roma. All'epoca l'intera valle del Circo Massimo era ancora sede di numerosi stabilimenti industriali, compresa la fabbrica del gas, grazie al vasto spazio pianeggiante disponibile, alla disponibilità di acqua e alla vicinanza del Tevere.

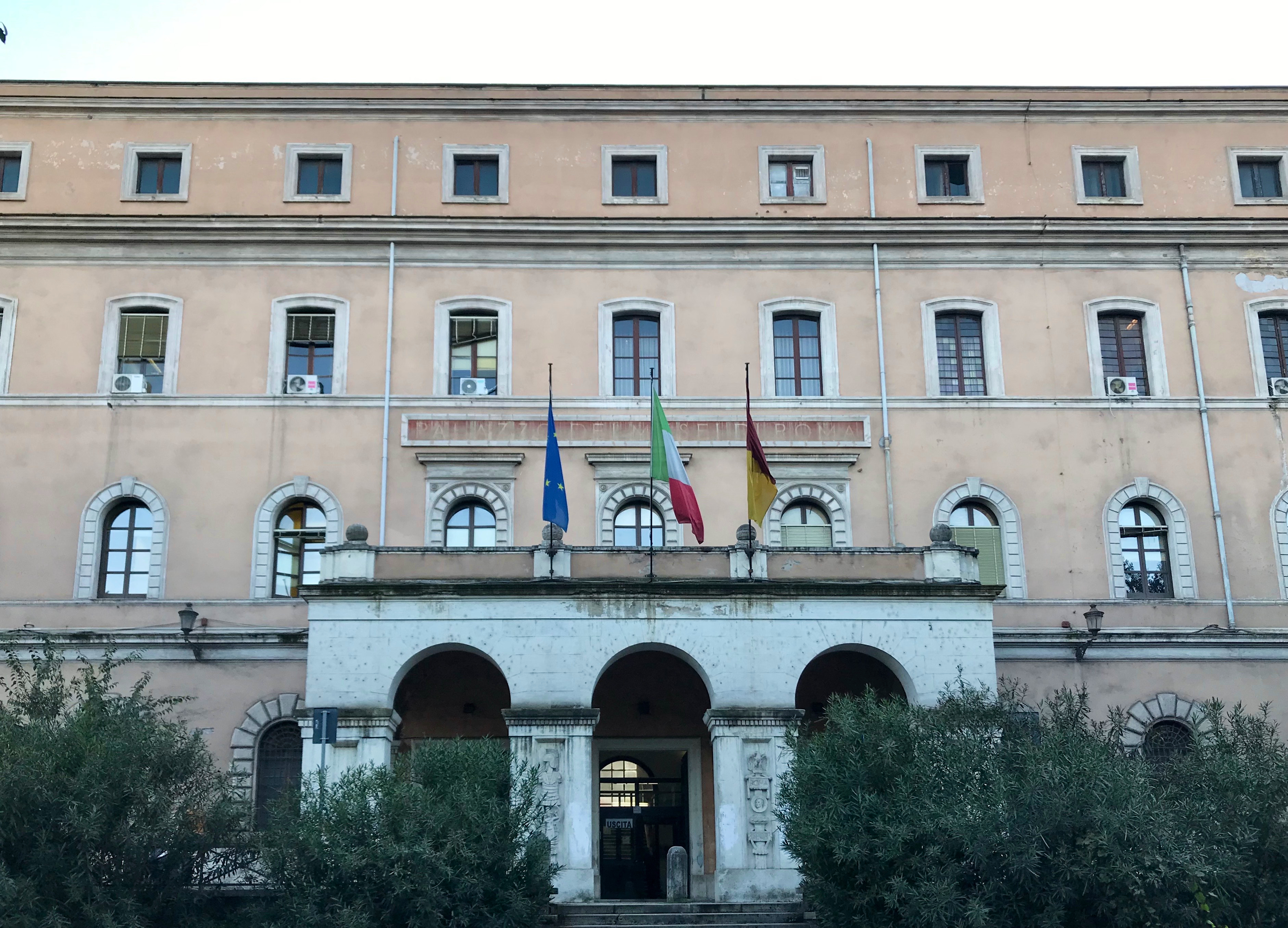
Facciata su Via dei Cerchi, con la dicitura Palazzo dei Musei di Roma

Nel 1929 la Pantanella, nel frattempo acquisita dalla Società dei Molini e Magazzini Generali di Roma e rifondata con la ragione sociale "Società molini e pastificio Pantanella", si trasferì nel nuovo vasto impianto all'inizio di via Casilina, presso Porta Maggiore. Negli anni 1970 tuttavia anche questa azienda morì, come la maggior parte delle fabbriche di Roma, e dopo un periodo di abbandono e deterioramento la vasta proprietà immobiliare ex Pantanella fu acquisita dalla Società Acqua Pia Antica Marcia, che lo ha ristrutturato e riconvertito ad uso commerciale e residenziale.
Lo stabilimento di via dei Cerchi rientrò invece nei grandi lavori di demolizioni e risistemazione della zona tra il Campidoglio, l'Aventino e il Ponte Testaccio, che comportarono, tra l'altro, lo sgombero del Circo Massimo dagli insediamenti industriali e il parziale recupero dell'edilizia esistente, e durante i quali venne alla luce l'ampio mitreo del Circo Massimo (detto anche Mitreo Pantanella).
La sede della Pantanella fu così ristrutturata e divenne il Palazzo dei Musei di Roma: esso accoglieva sia il Museo dell'Impero romano (inaugurato il 9 giugno 1929), sia il Museo della Città di Roma (inaugurato il 21 aprile 1930). Il palazzo fu però chiuso già nel 1939 a causa degli eventi bellici in corso, e nel 1952 le due collezioni furono trasferite in sedi diverse per dar vita a due nuovi musei: la prima il Museo della civiltà romana all'EUR, la seconda il Museo di Roma a Palazzo Braschi. Il complesso della Pantanella divenne così sede di alcuni uffici comunali, tra i quali l'ufficio elettorale. Il lato posteriore, sul fronte verso il Circo Massimo, ospita invece tuttora, fin dal 1931, i magazzini dei costumi e delle scenografie, oltre ad alcuni servizi tecnici, del Teatro dell'Opera di Roma.
In seguito sono stati approvati progetti finalizzati al restauro e alla valorizzazione, con conclusione prevista nel 2026.

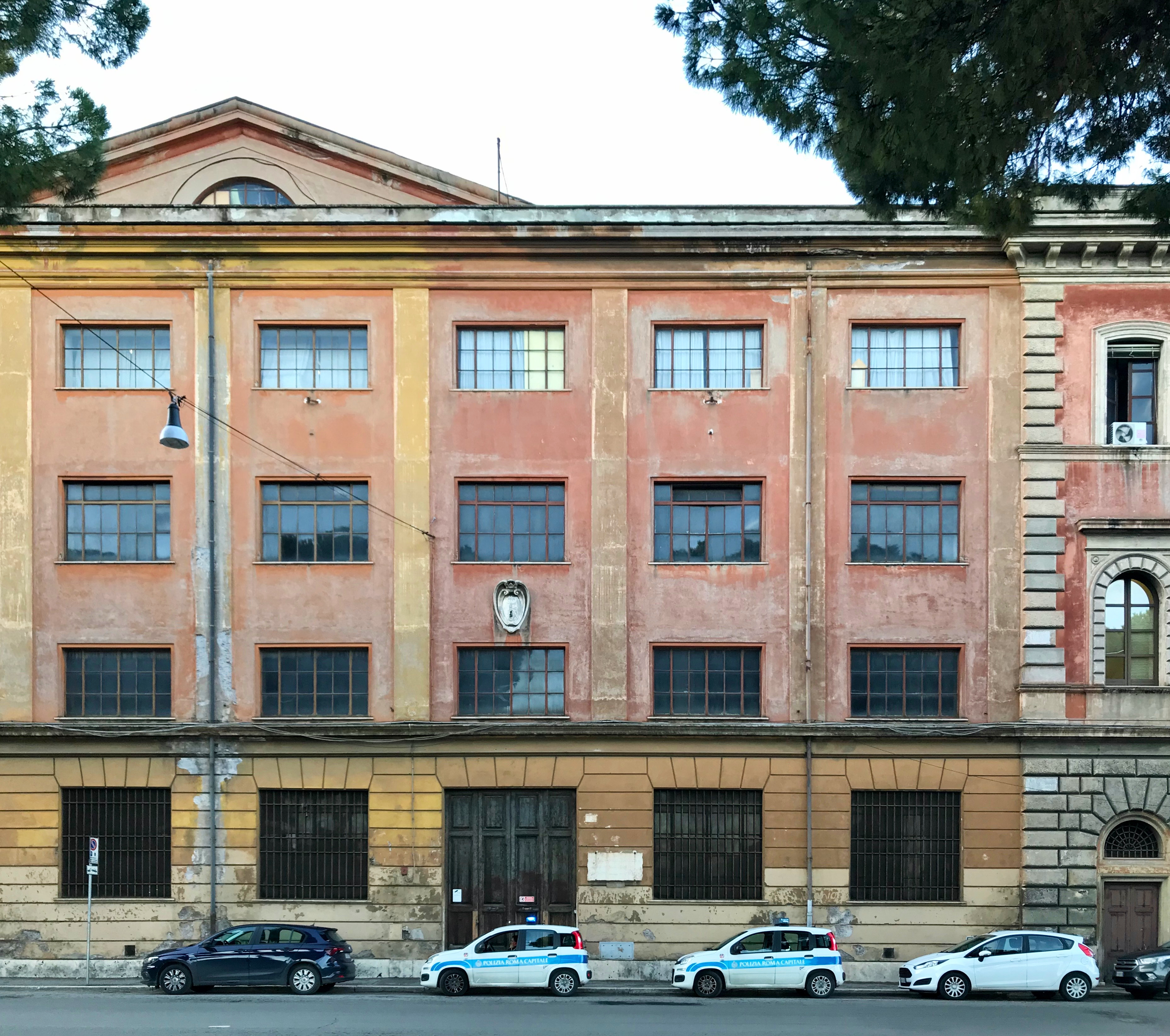
Laboratorio di scenografie e costumi del Teatro dell'Opera